# Issa Thiam
Issa Thiam (nacido el 3 de octubre de 1996 en Dakar, Senegal, es un jugador de baloncesto profesional senegalés que juega en la posición de alero en el Damex UDEA Algeciras de la LEB Plata. 

## Carrera deportiva
Thiam se formó en la Canarias Basketball Academy (CBA) y en 2016 se marchó a Estados Unidos para formar parte de Rutgers Scarlet Knights en la que jugaría durante 3 temporadas. Disputó 90 partidos en la NCAA I en los que promedió 5 puntos por encuentro y capturó 2,9 rebotes. Su año como sophomore fue especialmente prolífico ya que se marchó por encima de los 25 minutos por partido, en los que promedió 7 puntos y capturó 4,5 rebotes.
En septiembre de 2019, el alero senegalés se compromete por una temporada con el HLA Alicante, para disputar la Liga LEB Oro en la temporada 2019-20.
En la temporada 2020-21, firma por el Damex UDEA Algeciras de la LEB Plata. 
En la temporada 2024-15, firma por el Zornotza Saskibaloi Taldea de la Segunda FEB.
El 29 de enero de 2025, regresa al Damex UDEA Algeciras de la Segunda FEB.